# ポパイ作戦
ポパイ作戦（ポパイさくせん、Operation Popeye）とは、アメリカ合衆国がベトナム戦争期の1967年5月20日から1972年7月5日にかけて東南アジアで行った、極秘の気象操作計画。ポパイ計画、モータープール計画、Intermediary-Compatriot計画とも。合衆国政府の戦況を有利に進めるため、人工降雨により、ホーチミン・ルート地域のみならず、タイからカンボジア、ラオスの雨季を長引かせるものであった。ヨウ化銀(I)とヨウ化鉛(II)とで雲を発生させ、対象地域において平均30日間から45日間雨季を長引かせた。
継続的な降雨により交通網が寸断されたため、比較的成功したとされている。しかしながら、人工降雨がソンコン川付近の洪水を引き起こし、アメリカ兵捕虜が移動させられたため、その救出を目的としたアイヴォリー・コースト作戦の失敗につながったと批判されることもある。ロバート・マクナマラ元アメリカ合衆国国防長官は、国際的な科学界から抗議を受ける可能性を認識していたにもかかわらず、大統領に宛てた書簡の中で、これまでその種の抗議が合衆国の国益に適う軍事行動を妨げた例はない、と述べていた。
ヘンリー・キッシンジャーアメリカ合衆国国務長官と中央情報局（CIA）が、当時のメルヴィン・ライアド国防長官の許可を得ずに行ったという説もある。国防長官は連邦議会で、気象操作の戦術利用については計画すら存在しないと一貫して否定していた。

## 準備
「東南アジアにおける人工降雨（Rainmaking in SEASIA）」と題する報告書は、ヨウ化銀(I)とヨウ化鉛(II)を飛行機で撒く計画を概説している。これはカリフォルニア州の海軍航空兵器ステーション・チャイナレークで開発され、ストームフューリー計画と呼ばれるハリケーン研究計画の一環として沖縄、グアム、フィリピン、テキサス州、フロリダ州でテストされたものである。
「ポパイ計画」は人工降雨を通して降水量の増加を目指した実験で、これが後の「ポパイ作戦」につながった。実験の技術的側面については、大統領科学技術特別顧問のドナルド・F・ホーニグ博士（Dr. Donald F. Hornig）が検証を行なった。ポパイ計画は1966年10月に、セコン川渓谷にあるボロヴェンズ平原の東にあたる細長いラオス領で実施された。しかしラオス政府は計画やその方法、目的を知らされていなかった。

## 目的
「ポパイ作戦」の目的は、厳選した地域で降水量を増やし、ベトナム軍（つまり軍用補給トラック）が道路を使えないよう、以下の状態を引き起こすことだった。
1. 路面をぬかるませる
2. 道路の脇で地滑りを起こす
3. 川の渡河可能地点の水量を増やす
4. 土壌のぬかるんだ状態を通常より長く延ばす

## 実行
第54気象偵察飛行隊が「戦争ではなく泥を作れ（Make mud, not war）」なるスローガンを掲げ、1967年5月20日から1972年まで毎年の雨季（3月から11月）に作戦を実施した。C-1303機とF-42機がタイのウドーン空軍基地から、1日2回出撃を行っている。これは公式には気象偵察任務ということにされ、乗員は通常の任務の一部として気象報告を行なった。乗員はすべて第54気象偵察飛行隊の所属で、グアム島からウドーン基地へと交代で派遣された。この作戦は同飛行隊内部では「モータープール」のコードネームで呼ばれていた
作戦の対象地域は当初、ラオス領南方突出部の東半分であった。対象地域はその後1967年7月11日に北緯20度線あたりまで拡大、北ベトナムの極西部を含むことになった。同年9月には南ベトナムのアシャウ渓谷も追加された。なお北ベトナム北領内での作戦は1968年4月1日、北爆の制限と同時に中止された。同年9月25日に再び北ベトナム南部が対象地域に加わるも、11月1日には北爆の停止に伴い中止となる。1972年にはカンボジア北東部のほとんどが対象地域に追加された。
1972年7月5日、作戦はすべて停止された。

## 作戦の発覚
ジャック・アンダーソン記者が1971年3月、自身の記事の中でコラムにおいて「Intermediary-Compatriot」の名前でこの作戦について書いた。「ポパイ作戦」という名称はペンタゴン・ペーパーズと、1972年7月3日付のニューヨーク・タイムズの記事で短い言及があったことで公になり広まったものである。ラオスでの作戦が停止されたのは、ニューヨーク・タイムズの記事が掲載された2日後である。
マスメディアで報道されると、クレイボーン・ペル上院議員を中心に連邦議会の議員たちから情報を求める声が上がり、上下院とも気象兵器の禁止に乗り出すこととなる。

## 現在の法的地位
気象操作行為は気象改変会議により、軍事目的での利用が全面的に禁じられている。

### 公表された政府の文書
- Keefer, Edward C. Foreign Relations of the United States 1964-1968 Volume XXVII Laos United States Government Printing Office, 1998.